# Битва під Кугмо
Битва під Кугмо — серія бойових дій, що відбулися, головним чином, з 28 січня по 13 березня 1940 року поблизу міста Кугмо під час радянсько-фінської Зимової війни. 54-та радянська стрілецька дивізія потрапила в оточення, але змогла протриматися до кінця війни.

## Передумови
Завойовуючи Північну Фінляндію, радянське керівництво хотіло окупувати всю фінську державу та перекрити під час війни транспортні шляхи до сусідів. Щоб підтримати наступ 163-ї стрілецької дивізії та 44-ї мотострілецької дивізії Червоної армії на Оулу, 54-та стрілецька дивізія мала наступати на південь, щоб відрізати будь-які шляхи для підкріплення з центру Фінляндії.

## Битва
Перетнувши кордон, 54-та дивізія Червоної армії почала наступ на Кухмо. Фінська армія мала в своєму розпорядженні лише невеличкі прикордонні підрозділи, розташовані в цьому районі, оскільки ворожий напад на півночі Фінляндії не очікувався. 3 грудня 1939 року фінське командування під керівництвом Маннергейма було змушене вислати полк із резерву, щоб уповільнити просування радянської дивізії. До Нового 1940 року радянські частини відійшли від села на 15 кілометрів. Там дивізія була, головним чином, урятована від атак чисельно переважаючого ворога. Командир дивізії генерал Микола Гусевський використав цю паузу для зміцнення своїх позицій і навіть розпорядився побудувати імпровізований аеродром на замерзлому озері. Дивізія розташувалася у вигляді видовженої колони вздовж під'їзду до Кухмо.
Після того, як 163-я і 44-та радянські дивізії були розгромлені в битві при Суомуссалмі на півночі, Маннергейм перекинув частини з Суомуссалмі в бік Кухмо. 9-та дивізія під командуванням Ялмара Сііласвуо досягла Кухмо, але була переважала радянську дивізію чисельністю, і їй не вистачало амуніції та артилерії. Так чи інакше, 28 січня 1940 року фінські війська пішли в контрнаступ. Фіни, які діяли на лижах в лісовій місцевості, як це робили в Суомуссалмі, зуміли ослабити радянську дивізію і розділити її на три частини, так звані моттіси . Для відбиття танкових контратак противника фіни використовували трофейні радянські протитанкові гармати в Суомуссалмі.
Радянська влада намагалася вивести з оточення частини військ, увівши новостворену лижну бригаду чисельністю 1800 осіб та увели свіжі сили 23-ї стрілецької дивізії. Але ці спроби зазнали невдачі. Утім, війська 54-та дивізії, забезпечені озброєнням, змогли підтримувати свій опір до перемир'я 13 березня 1940 року .

## Наслідки
Фінські втрати склали 1340 убитих, 3123 поранених і 132 зниклих безвісти. Втрати радянських військ склали 2118 убитих, 3732 поранених і 573 зниклих безвісти. У районі бойових дій лижної бригади полковника Доліна виявлено тіла 720 радянських воїнів.
Оцінка результату битви подвійна: фінам вдалося заблокувати просування радянських військ. Утім намагання швидко повторити успіх битв при Суомуссалмі та на Раатській дорозі для перекидання 9-ї дивізії на вирішальний напрямок Карельського перешийка було зірвано запеклим опором радянських військ.